# YafRay

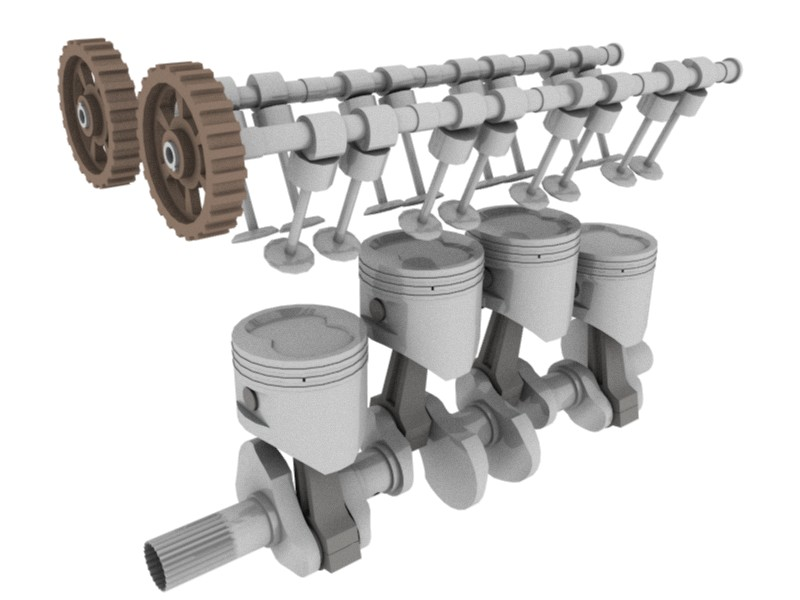
Przykład zastosowania

YafRay (ang. Yet Another Free Raytracer) – darmowy program do renderingu, wykorzystujący techniki śledzenia promieni. Jest wolnym oprogramowaniem, używającym do opisu sceny języka XML. Najczęściej jest używany w połączeniu z Blenderem. Program nie jest dalej wspierany przez autorów.

## Historia
Projekt został rozpoczęty w 2001 roku i pierwsza wersja ukazała się w lipcu 2002. W reakcji na sugestie użytkowników yafray został dodany do wersji 2.34 blendera jako wtyczka. Ostatnia wersja pojawiła się latem 2006 roku. Projekt nie będzie dalej kontynuowany. Twórcy uznali, że by móc dodawać nowe funkcje konieczne jest stworzenie programu od podstaw. Powstał całkowicie nowy silnik renderujący, dla podkreślenia tego nadano mu nową nazwę - YafaRay.

## Funkcje

### Renderning
Globalne oświetlenie
Równomierne oświetlenie sceny ze wszystkich stron z wykorzystaniem metody Monte Carlo.
Skydome illumination
Połowiczne oświetlenie sceny (tylko z góry) symulujące naturalne oświetlenie światłem rozproszonym w atmosferze.
HDRI
Oświetlenie bazujące na teksturze HDR.
Caustics
Skupianie i rozpraszanie oświetlenia na obiektach przezroczystych i odbijających światło, przy wykorzystaniu map fotonowych.
Głębia ostrości
Rozmycie obiektów leżących bliżej lub dalej niż środek ostrości kamery.
Rozmyte refleksy i refrakcje
Symulacja efektu powstałego przy odbiciu lub załamaniu światła na matowych obiektach.

### Cechy
YafRay jest dostępny dla różnych platform: Linux, Windows, Mac OS oraz IRIX. Łatwo się integruje z innymi programami graficznymi takimi jak Blender, Wings 3D i Aztec. Pozwala na liczenie scen z użyciem wielu komputerów. YafRay jest licencjonowany na zasadach LGPL.